# Centro de respaldo
Un centro de respaldo es un centro de procesamiento de datos (CPD) específicamente diseñado para tomar el control de otro CPD principal en caso de contingencia.

## Motivación
Grandes organizaciones, tales como bancos o Administraciones Públicas, no pueden permitirse la pérdida de información ni el cese de operaciones ante un desastre en su centro de proceso de datos. Terremotos, incendios o atentados en estas instalaciones son infrecuentes, pero no improbables. Por este motivo, se suele habilitar un centro de respaldo para absorber las operaciones del CPD principal en caso de emergencia.

## Diseño de un centro de respaldo
Un centro de respaldo se diseña bajo los mismos principios que cualquier CPD, pero bajo algunas consideraciones más. En primer lugar, debe elegirse una localización totalmente distinta a la del CPD principal con el objeto de que no se vean ambos afectados simultáneamente por la misma contingencia. No existe una norma que defina la distancia mínima a la que debe estar un centro alterno de datos. La distancia está limitada por las necesidades de telecomunicaciones entre ambos centros.
En segundo lugar, el equipamiento electrónico e informático del centro de respaldo debe ser absolutamente compatible con el existente en el CPD principal. Esto no implica que el equipamiento deba ser exactamente igual. Normalmente, no todos los procesos del CPD principal son críticos. Por este motivo no es necesario duplicar todo el equipamiento. Por otra parte, tampoco se requiere el mismo nivel de servicio en caso de emergencia. En consecuencia, es posible utilizar hardware menos potente.
La pecera de un centro de respaldo recibe estas denominaciones en función de su equipamiento:
- Sala blanca: espacio del CPD adaptado para filtrar todo tipo de contaminación, es usado para almacenar y reparar hardware.
- Sala de back-up: cuando el equipamiento es similar pero no exactamente igual.

En tercer lugar, el equipamiento software debe ser idéntico al existente en el CPD principal. Esto implica exactamente las mismas versiones y parches del software de base y de las aplicaciones corporativas que estén en explotación en el CPD principal. De otra manera, no se podría garantizar totalmente la continuidad de operación.
Por último, pero no menos importante, es necesario contar con una réplica de los mismos datos con los que se trabaja en el CPD original. Este es el problema principal de los centros de respaldo, que se detalla a continuación.

## El sincronismo de datos
Existen dos políticas o aproximaciones a este problema:
- Copia síncrona de datos: Se asegura que todo dato escrito en el CPD principal también se escribe en el centro de respaldo antes de continuar con cualquier otra operación.
- Copia asíncrona de datos: No se asegura que todos los datos escritos en el CPD principal se escriban inmediatamente en el centro de respaldo, por lo que puede existir un desfase temporal entre unos y otros.

La copia asíncrona puede tener lugar fuera de línea. En este caso, el centro de respaldo utiliza la última copia de seguridad existente del CPD principal. Esto lleva a la pérdida de los datos de operaciones de varias horas (como mínimo) hasta días (lo habitual). Esta opción es viable para negocios no demasiado críticos, donde es más importante la continuidad del negocio que la pérdida de datos. Por ejemplo, en cadenas de supermercados o pequeños negocios. No obstante, es inviable en negocios como la banca, donde es impensable la pérdida de una sola transacción económica.
En los demás casos, la política de copia suele descansar sobre la infraestructura de almacenamiento corporativo. Generalmente, se trata de redes SAN y cabinas de discos con suficiente inteligencia como para implementar dichas políticas.
Tanto para la copia síncrona como asíncrona, es necesaria una extensión de la red de almacenamiento entre ambos centros. Es decir, un enlace de telecomunicaciones entre el CPD y el centro de respaldo. En caso de copia síncrona es imprescindible que dicho enlace goce de baja latencia. Motivo por el que se suele emplear un enlace de fibra óptica, que limita la distancia máxima a decenas de kilómetros.
Existen dos tecnologías factibles para la copia de datos en centros de respaldo:
- iSCSI.
- Canal de fibra.

La copia síncrona es esencial en negocios como la banca, donde no es posible la pérdida de ninguna transacción. La copia asíncrona es viable en la mayoría de los casos, ya que el desfase temporal de la copia se limita a unos pocos minutos.

## El centro de respaldo en contexto
Un centro de respaldo por sí solo no basta para hacer frente a una contingencia grave. Es necesario disponer de un Plan de Contingencias corporativo. Este plan contiene tres subplanes que indican las medidas técnicas, humanas y organizativas necesarias en tres momentos clave:
- Plan de respaldo: Contempla las actuaciones necesarias antes de que se produzca un incidente. Esencialmente, mantenimiento y prueba de las medidas preventivas.
- Plan de emergencia: Contempla las actuaciones necesarias durante un incidente.
- Plan de recuperación: Contempla las actuaciones necesarias después de un incidente. Básicamente, indica cómo volver a la operación normal.

El centro de respaldo no es la única manera de articular el plan de contingencia. También es posible el outsourcing de servicios similares.